# Aleurodicus magnificus
Aleurodicus magnificus es un hemíptero de la familia Aleyrodidae, con una subfamilia: Aleyrodinae. Fue descrita científicamente en 1928 por Costa Lima.